# Rhamphomyia loewi
Rhamphomyia loewi är en tvåvingeart som beskrevs av Maksymilian Nowicki 1868. Rhamphomyia loewi ingår i släktet Rhamphomyia och familjen dansflugor. Inga underarter finns listade i Catalogue of Life.